# Richard Taima
Richard Taima (* 7. Januar 1971) ist ein Politiker in Sambia.
1987 soll Richard Taima das Grade Nine Examination an der Universität von Sambia verfehlt haben.
In den Wahlen in Sambia 2006 konnte Richard Taima für das Movement for Multiparty Democracy das Mandat im Wahlkreis Solwezi-Ost in der Nationalversammlung gewinnen.
Im Oktober 2006 wurde Richard Taima zum Stellvertretenden Minister im Präsidialamt ernannt.